# Elegia capensis
Elegia capensis (Afr: Fonteinriet) är en gräsväxtart som först beskrevs av Nicolaas Laurens Nicolaus Laurent Burman, och fick sitt nu gällande namn av Edmund André Charles Lois Eloi `Ted' Schelpe. Elegia capensis ingår i släktet Elegia och familjen Restionaceae. Inga underarter finns listade i Catalogue of Life.

## Bildgalleri

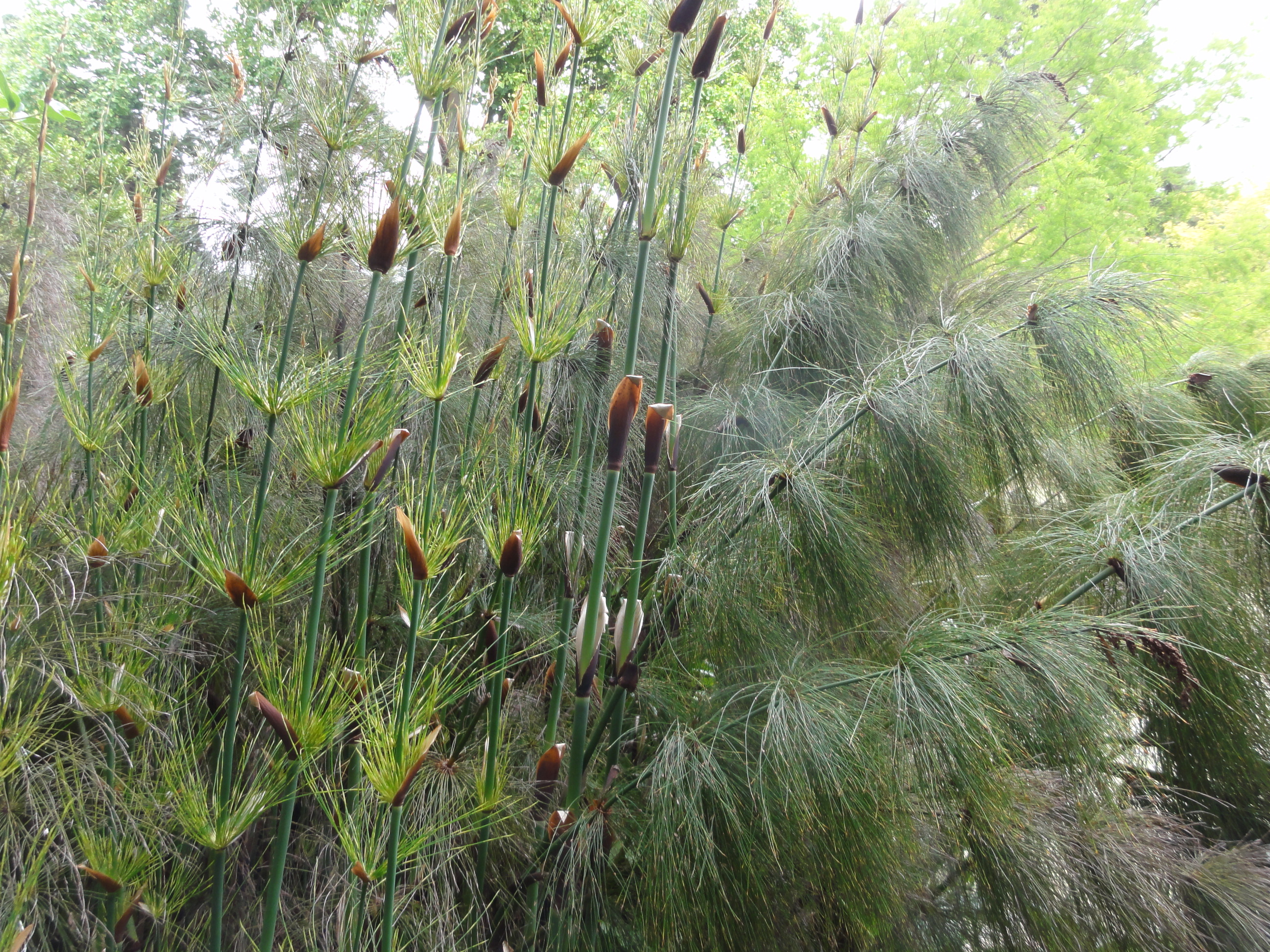
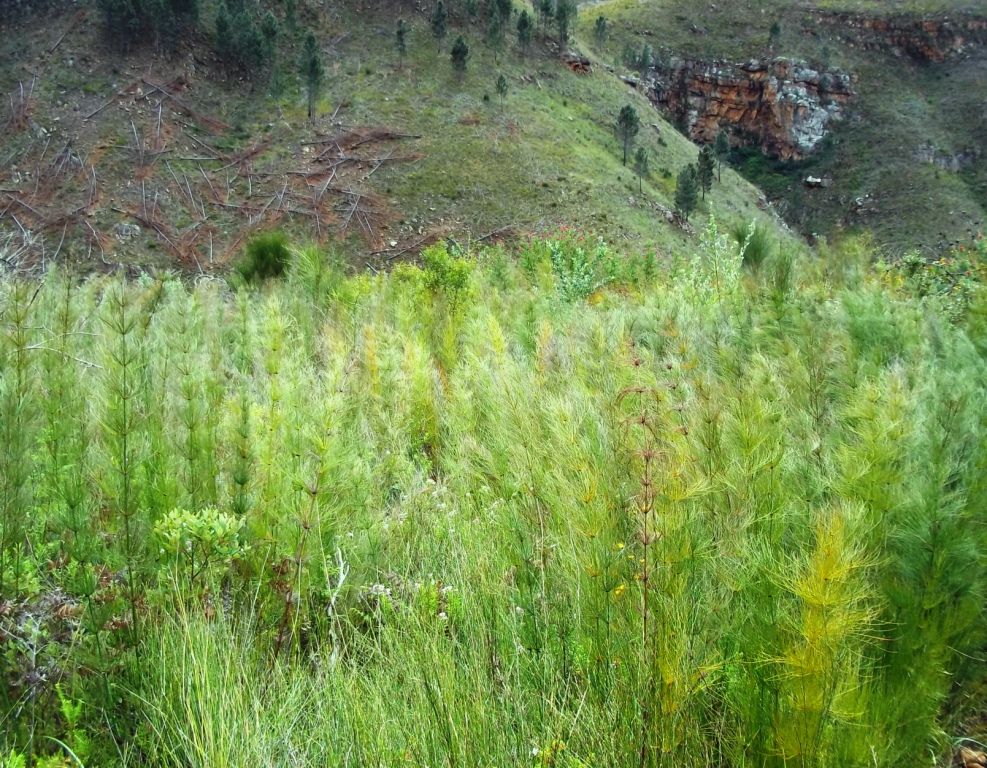
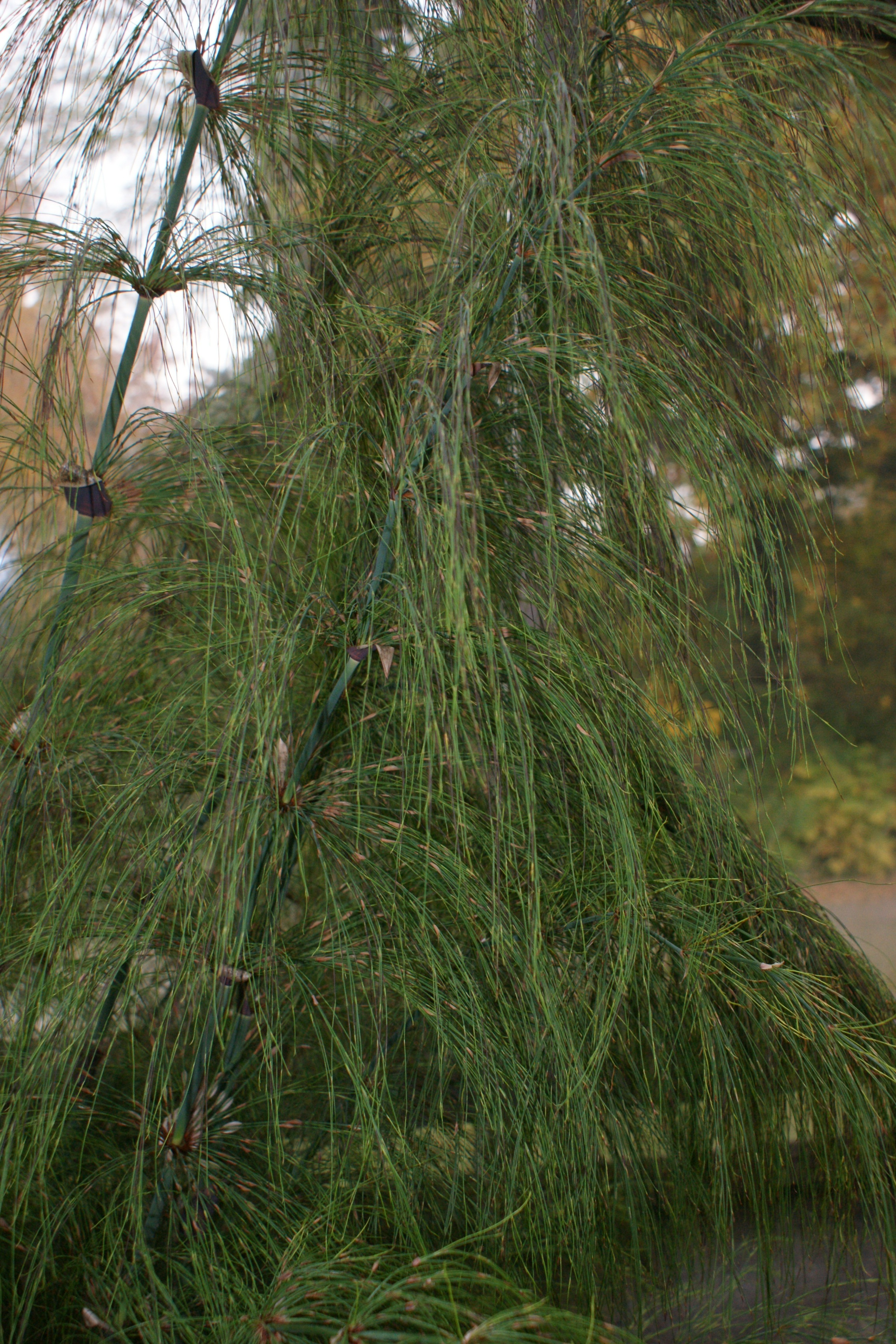
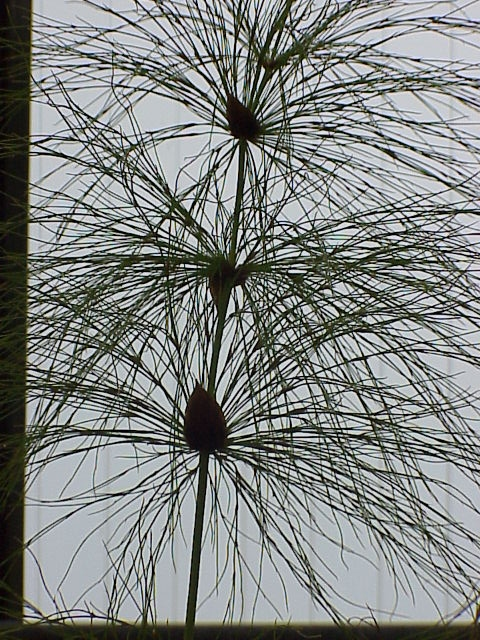